# Bartolomé Roldán
Bartolomé Roldán. Moguer (Huelva), 1457 – ¿?, siglo XVI fue un Navegante, piloto y conquistador. Fue como marinero en el Primer viaje de Colón y como piloto en el Segundo viaje de Colón y en el Tercer viaje de Colón

## Biografía
Nacido en Moguer en el año 1457, pertenecía a una amplia familia de marinos de refutada experiencia en navegaciones, por lo que propició que participara en el Primer viaje de Colón como marinero en la carabela La Niña. Entregó como fianza para ir al viaje unas casas que tenía en Moguer, recibiendo posteriormente 4000 maravedís según consta en el rol del viaje. También fue como piloto en el Segundo viaje de Colón y en el Tercer viaje de Colón. También viajó con Aguado en 1495, y con Alonso de Ojeda y Diego de Lepe.
Posteriormente se sabe que vivió en Santo Domingo, donde tenía varias casas situadas en la calle "Cuatro Calles" que mandó construir cuando se levantaba la ciudad, y donde se le conocía como "Piloto Roldán". Estando en dicha ciudad, en el año 1512, testificó en los Pleitos colombinos dos veces, a la edad de 55 años.

## Familia Roldán
Los miembros de la familia Roldán eran curtidos en travesías por el Atlántico y el Mediterráneo. Llegaron a constituir un linaje de marinos, respetados en toda la comarca, que contaban entre sus miembros con armadores, comerciantes, regidores, formando parte de la elite social en la época del descubrimiento. La familia Roldán tenía una dilatada experiencia marinera en el Moguer de la época del Descubrimiento de América, junto a los Niño y los Vivas. De la familia Roldán dice el Padre Ortega que eran "En el orden económico-social, menos idealistas o más prácticos que los Pinzón o los Niño".
Cabe destacar los siguientes:
- Francisco Roldán (Moguer, 4 de octubre de 1462[8][9] - Mar Caribe, 11 de julio de 1502) fue tripulante del segundo viaje colombino como mayordomo de Cristóbal Colón y proveedor de la Armada, y posteriormente fue un administrador colonial español.[5]
- Pero Alonso Roldán (Moguer, siglo XV–s.XVI): Fue un Navegante, capitán y conquistador, perteneciente a la familia Roldán de la época del descubrimiento de América.
- Rodrigo Simón (Moguer, siglo XV-XVI) fue un conquistador y encomendero español, hijo de  Pero Alonso Roldán.
- Alonso Pérez Roldán (Moguer, 1460–1513/14). Piloto en varios viajes colombinos y alcalde de Santo Domingo.
- Juan Roldán Dávila. Descubrió, en 1515, las Islas de las Perlas. Fue conquistador de Nicaragua, Quito y Papayan. Maestre de Navío con Diego de Almagro en la conquista del Perú, le salvó la vida en la batalla de Pueblo Quemado. Fue fundador de las ciudades de Acla y Piura en Perú. Corregidor de Trujillo donde testo en 1538. Muriendo a manos de los indios.  Sus padres se llamaban Francisco Roldán y Juana Dávila, enterrados en la Iglesia de Moguer.
- Cristóbal Roldán "El viejo" (Moguer, 1480–¿?) Fue un importante comerciante con actividades mercantes en Sevilla y las Indias. Declaró en los Pleitos Colombinos el 14 de enero de 1536. Casado con Juana Quintera.[5]
- Juan Roldán (Moguer, aprox. 1485–¿?) Fue regidor del concejo de Moguer. Declaró en los Pleitos Colombinos el 14 de enero de 1536 y en 1552 en la Relación de méritos y servicios de Francisco Niño. Casado con Juana de Garfias.[5]
- Diego Roldán. Tripulante de la nave capitana en el Cuarto viaje de Colón.
- Francisco Roldan fue marinero y su hijo Ginés Roldan grumete en la Expedición de Magallanes-Elcano.